# Chirita fulva
Chirita fulva är en tvåhjärtbladig växtart som beskrevs av Euphemia Cowan Barnett. Chirita fulva ingår i släktet Chirita och familjen Gesneriaceae. Inga underarter finns listade i Catalogue of Life.